# Paper Lace
Paper Lace foi uma banda inglesa originária da cidade de Nottingham, Inglaterra, fundada em 1969. 
O seu nome tem origem em produtos feitos de uma renda feita com papel de grande qualidade que eram fabricados na sua cidade natal: Nottingham, Inglaterra.
Só atingiu maior notoriedade em 1974, quando venceu um concurso televisivo da cadeia de televisão ITV. Em Março de 1974, atingiu o  1º lugar do top britânico com o tema Billy Don´t Be a Hero, nesse mesmo ano alcançou o 3º lugar com a canção The Night Chicago Died (grande sucesso nos Estados Unidos da América, onde chegou ao primeiro lugar do top. Outro seu sucesso foi The Black Eyed Boys.
A banda acabou por cair na obscuridade após do seu segundo álbum publicado em 1975 que foi um flop de vendas. Em 1978, voltaram para interpretar uma canção (We've Got the Whole World in Our Hands)  um hino para o clube da sua cidade natal, o Nottingham Forest Football Club, alcançando o  24º lugar do top britânico e dissolveu-se pouco depois.

## Discografia

### Álbuns
- 1974 — Paper Lace — U.S. #124

Lado 1
1. "The Night Chicago Died" – 3:30
2. "Billy – Don't Be A Hero" – 3:55
3. "Hitchin' A Ride '74" – 2:45
4. "Sealed With A Kiss" – 3:01
5. "Love Song" – 4:10
6. "Love – You're A Long Time Coming" – 2:50

Lado 2
1. "The Black–Eyed Boys" – 3:45
2. "Dreams Are Ten A Penny" – 2:30
3. "Mary In The Morning" – 3:04
4. "I Did What I Did For Maria" – 3:49
5. "Happy Birthday Sweet Sixteen" – 3:00
6. "Cheek To Cheek" – 3:23

- 1975 — First Edition — Did not chart
- 2003 — And Other Bits of Material

### Singles
- 27 de Abril de 1974 — "Billy Don't Be A Hero" — U.S. #96
- 15 de Junho de 1974 — "The Night Chicago Died" — U.S. #1
- 12 de Outubro de 1974 —  "The Black Eyed Boys" — U.S. #41

## Membros
- Michael Vaughn (n. 27 de Julho de 1950, em Sheffield, England) — guitarra
- Chris Morris (n. 1 de Novembro de 1954, em  Nottingham, Inglaterra — guitarra
- Carlo Santanna (n. 29 de Julho de  1947, próximo de Roma, Itália — guitarra
- Philip Wright (n. 9 de Abril de 1946, em  St Annes, próximo de Nottingham, Inglaterra — bateria / vocalista
- Cliff Fish (n. 13 de Agosto de 1949, em  Ripley Derbyshire, Inglaterra — baixo
- Jonathan Arendt (n. 13 de Agosto de  1949, em  Tóquio, Japão) — baixo